# قمراوية

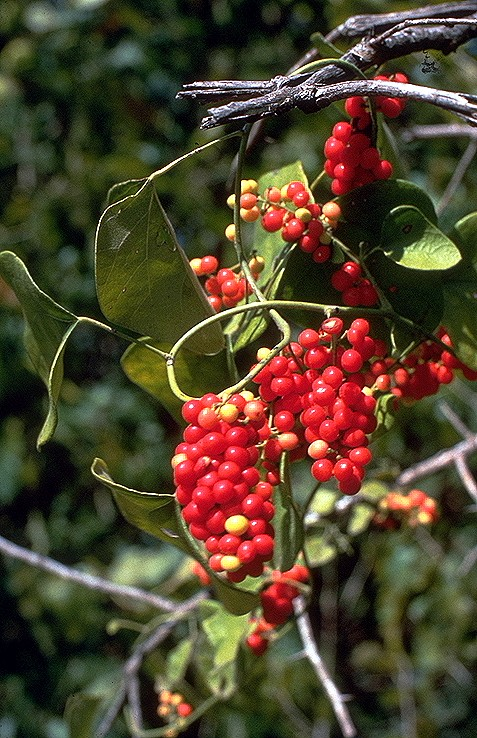
عنيبية كارولينية

القمراوية (الاسم العلمي: Menispermeae) هي قبيلة من النباتات تتبع الفصيلة البذر القمرية من رتبة الحوذانيات.

## أجناس القمراوية
- بذر القمر
- العنيبية